# Internazionali di Tennis di Baviera 1999 - Qualificazioni singolare
Le qualificazioni del singolare degli Internazionali di Tennis di Baviera 1999 sono state un torneo di tennis preliminare per accedere alla fase finale della manifestazione. I vincitori dell'ultimo turno sono entrati di diritto nel tabellone principale. In caso di ritiro di uno o più giocatori aventi diritto a questi sono subentrati i lucky loser, ossia i giocatori che hanno perso nell'ultimo turno ma che avevano una classifica più alta rispetto agli altri partecipanti che avevano comunque perso nel turno finale.
Le qualificazioni del torneo prevedevano 32 partecipanti di cui 4 sono entrati nel tabellone principale.

## Teste di serie
1. Vladimir Volčkov (primo turno)
2. Marcos Ondruska (secondo turno)
3. Assente
4. Assente

1. Christian Vinck (ultimo turno)
2. Álex López Morón (secondo turno)
3. Tomas Behrend (secondo turno)
4. Stéphane Huet (primo turno)

## Qualificati
1. Gérard Solvès
2. Davide Scala

1. Ivan Ljubičić
2. Igor Kornienko

## Tabellone

### Legenda
| - Q = Qualificato - WC = Wild card - LL = Lucky loser | - ALT = Alternate - SE = Special Exempt - PR = Protected Ranking | - w/o = Walkover - r = Ritirato - d = Squalificato |

### Sezione 1
|  | Primo turno       | Primo turno       | Primo turno    | Primo turno | Primo turno |  |  | Secondo turno | Secondo turno     | Secondo turno     | Secondo turno     | Secondo turno     |   |   | Ultimo turno  | Ultimo turno  | Ultimo turno  | Ultimo turno | Ultimo turno |  |
|  |                   |                   |                |             |             |  |  |               |                   |                   |                   |                   |   |   |               |               |               |              |              |  |
|  |                   | Gérard Solvès     | 3              | 6           | 6           |  |  |               |                   |                   |                   |                   |   |   |               |               |               |              |              |  |
|  | 1                 | Vladimir Volčkov  | 6              | 2           | 0           |  |  | Gérard Solvès | Gérard Solvès     | Gérard Solvès     | 6                 | 6                 |   |   |               |               |               |              |              |  |
|  | Andreas Weber     | Andreas Weber     | Andreas Weber  | 6           | 6           |  |  | Andreas Weber | Andreas Weber     | Andreas Weber     | 1                 | 4                 |   |   |               |               |               |              |              |  |
|  | Andrej Merinov    | Andrej Merinov    | Andrej Merinov | 4           | 3           |  |  |               |                   |                   |                   |                   |   |   | Gérard Solvès | Gérard Solvès | Gérard Solvès | 6            | 6            |  |
|  | Cristiano Caratti | Cristiano Caratti | 4              | 6           | 6           |  |  |               |                   | Cristiano Caratti | Cristiano Caratti | Cristiano Caratti | 3 | 1 |               |               |               |              |              |  |
|  | Kris Goossens     | Kris Goossens     | 6              | 3           | 0           |  |  |               | Cristiano Caratti | 2                 | 6                 | 6                 |   |   |               |               |               |              |              |  |
|  | 7                 | Tomas Behrend     | 6              | 4           | 7           |  |  | 7             | Tomas Behrend     | 6                 | 3                 | 4                 |   |   |               |               |               |              |              |  |
|  |                   | Grégory Carraz    | 2              | 6           | 6           |  |  |               |                   |                   |                   |                   |   |   |               |               |               |              |              |  |

### Sezione 2
|  | Primo turno        | Primo turno        | Primo turno        | Primo turno | Primo turno |  |  | Secondo turno      | Secondo turno      | Secondo turno   | Secondo turno | Secondo turno |   |   | Ultimo turno  | Ultimo turno  | Ultimo turno  | Ultimo turno | Ultimo turno |  |
|  |                    |                    |                    |             |             |  |  |                    |                    |                 |               |               |   |   |               |               |               |              |              |  |
|  | 2                  | Marcos Ondruska    | Marcos Ondruska    | 7           | 6           |  |  |                    |                    |                 |               |               |   |   |               |               |               |              |              |  |
|  |                    | Francisco Costa    | Francisco Costa    | 6           | 3           |  |  | 2                  | Marcos Ondruska    | Marcos Ondruska | 4             | 6             |   |   |               |               |               |              |              |  |
|  | Daniel Elsner      | Daniel Elsner      | 6                  | 6           | 6           |  |  |                    | Daniel Elsner      | Daniel Elsner   | 6             | 7             |   |   |               |               |               |              |              |  |
|  | Jurij Ščukin       | Jurij Ščukin       | 1                  | 7           | 3           |  |  |                    |                    |                 |               |               |   |   | Daniel Elsner | Daniel Elsner | Daniel Elsner | 1            | 1            |  |
|  | Davide Scala       | Davide Scala       | Davide Scala       | 6           | 6           |  |  |                    |                    | Davide Scala    | Davide Scala  | Davide Scala  | 6 | 6 |               |               |               |              |              |  |
|  | Aleksandar Kitinov | Aleksandar Kitinov | Aleksandar Kitinov | 2           | 2           |  |  | Davide Scala       | Davide Scala       | 4               | 6             | 6             |   |   |               |               |               |              |              |  |
|  |                    | Jakub Herm-Zahlava | Jakub Herm-Zahlava | 6           | 6           |  |  | Jakub Herm-Zahlava | Jakub Herm-Zahlava | 6               | 3             | 0             |   |   |               |               |               |              |              |  |
|  | 8                  | Stéphane Huet      | Stéphane Huet      | 4           | 1           |  |  |                    |                    |                 |               |               |   |   |               |               |               |              |              |  |

### Sezione 3
|  | Primo turno           | Primo turno            | Primo turno            | Primo turno | Primo turno |  |  | Secondo turno        | Secondo turno        | Secondo turno        | Secondo turno | Secondo turno |   |   | Ultimo turno         | Ultimo turno         | Ultimo turno         | Ultimo turno | Ultimo turno |  |
|  |                       |                        |                        |             |             |  |  |                      |                      |                      |               |               |   |   |                      |                      |                      |              |              |  |
|  | Marco Meneschincheri  | Marco Meneschincheri   | Marco Meneschincheri   | 6           | 6           |  |  |                      |                      |                      |               |               |   |   |                      |                      |                      |              |              |  |
|  | Markus Wislsperger    | Markus Wislsperger     | Markus Wislsperger     | 3           | 2           |  |  | Marco Meneschincheri | Marco Meneschincheri | Marco Meneschincheri | 6             | 7             |   |   |                      |                      |                      |              |              |  |
|  | Peter Tramacchi       | Peter Tramacchi        | Peter Tramacchi        | 6           | 6           |  |  | Peter Tramacchi      | Peter Tramacchi      | Peter Tramacchi      | 4             | 6             |   |   |                      |                      |                      |              |              |  |
|  | Peter Schuster        | Peter Schuster         | Peter Schuster         | 2           | 3           |  |  |                      |                      |                      |               |               |   |   | Marco Meneschincheri | Marco Meneschincheri | Marco Meneschincheri | 1            | 1            |  |
|  | Ivan Ljubičić         | Ivan Ljubičić          | Ivan Ljubičić          | 7           | 7           |  |  |                      |                      | Ivan Ljubičić        | Ivan Ljubičić | Ivan Ljubičić | 6 | 6 |                      |                      |                      |              |              |  |
|  | Philipp Kohlschreiber | Philipp Kohlschreiber  | Philipp Kohlschreiber  | 5           | 5           |  |  |                      | Ivan Ljubičić        | Ivan Ljubičić        | 7             | 6             |   |   |                      |                      |                      |              |              |  |
|  | 6                     | Álex López Morón       | Álex López Morón       | 7           | 7           |  |  | 6                    | Álex López Morón     | Álex López Morón     | 6             | 4             |   |   |                      |                      |                      |              |              |  |
|  |                       | Emilio Benfele Álvarez | Emilio Benfele Álvarez | 6           | 6           |  |  |                      |                      |                      |               |               |   |   |                      |                      |                      |              |              |  |

### Sezione 4
|  | Primo turno         | Primo turno         | Primo turno      | Primo turno | Primo turno |  |  | Secondo turno    | Secondo turno    | Secondo turno    | Secondo turno   | Secondo turno   |   |   | Ultimo turno | Ultimo turno   | Ultimo turno   | Ultimo turno | Ultimo turno |  |
|  |                     |                     |                  |             |             |  |  |                  |                  |                  |                 |                 |   |   |              |                |                |              |              |  |
|  | Wolfgang Schranz    | Wolfgang Schranz    | Wolfgang Schranz | 6           | 6           |  |  |                  |                  |                  |                 |                 |   |   |              |                |                |              |              |  |
|  | Patrick Sommer      | Patrick Sommer      | Patrick Sommer   | 2           | 2           |  |  | Wolfgang Schranz | Wolfgang Schranz | Wolfgang Schranz | 2               | 3               |   |   |              |                |                |              |              |  |
|  | Igor Kornienko      | Igor Kornienko      | 7                | 6           | 6           |  |  | Igor Kornienko   | Igor Kornienko   | Igor Kornienko   | 6               | 6               |   |   |              |                |                |              |              |  |
|  | Jordi Mas-Rodriguez | Jordi Mas-Rodriguez | 6                | 7           | 2           |  |  |                  |                  |                  |                 |                 |   |   |              | Igor Kornienko | Igor Kornienko | 6            | 6            |  |
|  | Fredrik Jonsson     | Fredrik Jonsson     | Fredrik Jonsson  | 6           | 6           |  |  |                  |                  | 5                | Christian Vinck | Christian Vinck | 1 | 1 |              |                |                |              |              |  |
|  | Denis Golovanov     | Denis Golovanov     | Denis Golovanov  | 2           | 2           |  |  |                  | Fredrik Jonsson  | Fredrik Jonsson  | 0               | 4               |   |   |              |                |                |              |              |  |
|  | 5                   | Christian Vinck     | 6                | 4           | 6           |  |  | 5                | Christian Vinck  | Christian Vinck  | 6               | 6               |   |   |              |                |                |              |              |  |
|  |                     | Željko Krajan       | 3                | 6           | 0           |  |  |                  |                  |                  |                 |                 |   |   |              |                |                |              |              |  |